# Гаркушинці
Гарку́шинці — село в Україні, у Миргородській міській громаді Миргородського району Полтавської області. Населення становить 1402 осіб. Колишній орган місцевого самоврядування — Гаркушинська сільська рада. Вперше назва села з'явилася на карті француза-інженера Гійома Левассера де Боплана у 1630—1648 роках.

## Географія
Село Гаркушинці розташоване на лівому березі річки Хорол, вище за течією на відстані 0,5 км розташоване місто Миргород, нижче за течією на відстані 1 км розташоване село Рибальське, на протилежному березі — село Єрки. Річка в цьому місці звивиста, утворює лимани, стариці і заболочені озера. Поруч проходять автомобільні дороги Т 1715 та Т 1719.

## Історія
Відоме з першої половини XVII століття. Село входило до складу першої Миргородської сотні Миргородського полку. 1723 року Гаркушинці були маєтністю «отця протопопи миргородського», священика миргородської Свято Воскресенської церкви Григорія Івановича. «Можнійшими» козаками на той час були Кіндрат Правосуд, Кирило Ячний, Іван Бойко, Федір Педоренко.
1729 року село мало 17 дворів. 1737 року отаманом села був Петро Горкушинський, війтом — Олексій Правосуд. 1781 року налічувалося 73 хати, з яких 62 були козацькими, а 11 належали посполитим. На початку XX століття за 2,5 версти від села ще зберігався будний майдан — курган, розроблений під добування селітри. У селі діяла церква Святої Великомучениці Варвари (споруджена 1753 року, новий храм збудований 1873 року), якою опікувалася родина місцевого дідича Рудя. 1862 року — 101 двір, 694 мешканці. У другій половині XIX — на початку XX століття село належало до Петрівської волості. 1883 року 168 хат (із них 152 козацьких), 885 душ обох статей. Від 1897 року діяло початкове народне училище. 1910 року — 219 господарств (із них 187 козацьких, 21 селянське та інші), 1307 осіб. На початку XX століття неподалік від села діяла цегельня дідича Марковського, близько 1911 року у Гаркушинцях працював цегельний завод Г. Рубана. 1918 року трикомплектна початкова школа. 1926 року у селі налічувалось 284 господарства, 1491 мешканець.
15 березня 1931 року було створено колгосп імені ДПУ (голова — Федір Варфоломійович Козленко). У 1940-х роках колгосп мав назву імені Полякова (названий на честь першого голови колгоспу, убитого під час насильницької колективізації, 1930 року). 1945 року головою колгоспу був Костянтин Андрійович Роґочий. У 1920-х — 1930-х роках зазнали репресій члени родин Бутенків, Педоричів, Степур, Устименків, Шумейків, Якименків та ін. 1944 року в селі було 247 дворів та мешкало 720 осіб; 1980 року — 550 дворів та 1518 осіб; 1993 року — 689 дворів та 1603 осіб; 2006 року — 552 двори та 1400 особи.

## Економіка
- Молочно-товарна, свино-товарна, машинно-тракторні майстерні.

## Об'єкти соціальної сфери
- Гаркушинська гімназія Миргородської міської ради Полтавської області.
- Будинок культури.

## Релігія
- Свято-Варваринський храм.